# Uxío Novoneyra

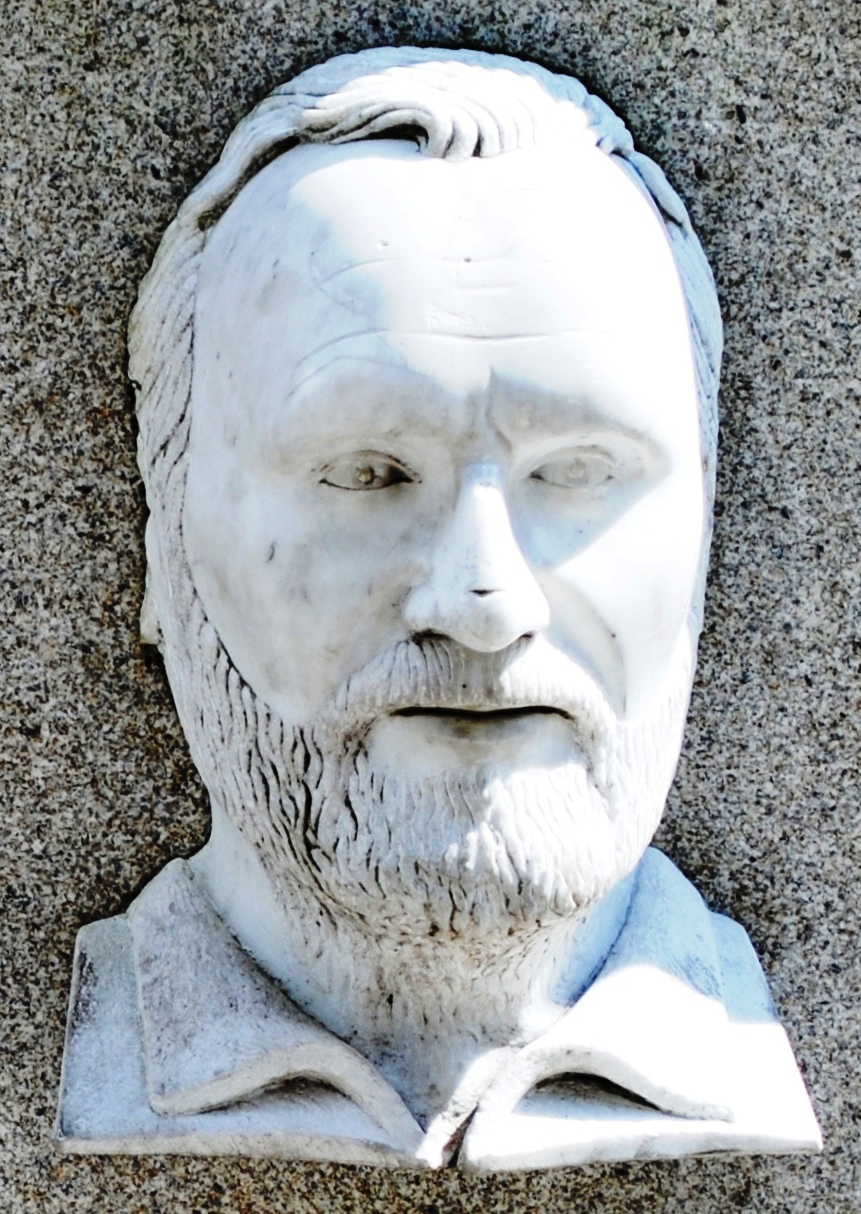
Uxío Novoneyra na Praza Maior de Lugo.

Uxio Novoneyra (Seoane do Courel, Folgoso do Courel, 9 de janeiro de 1930 - Santiago de Compostela, 30 de outubro de 1999) foi um poeta e escritor galego.
Nasceu numa pequena aldeia na Serra do Courel, onde morou até 1945. Nesse ano começou estudos de Segundo Grau em Lugo. A partir de 1949 passou a frequentar em Madrid a Faculdade de Filosofia e Letras, onde começou a tornar-se conhecido como poeta e como rapsodo.
De 1953 a 1962 permaneceu na aldeia de nascimento, onde convalescia de uma pleurisia e foi nessa época que produziu a obra mais celebrada: “Os Eidos”. Nela reflecte sobre a solidão do homem perante a Natureza, alcançando altas cotas de perfeição formal.
Depois de uma nova estadia em Madrid, fixou a sua residência em Santiago de Compostela, onde continuaria a produzir poesia e participar em outras actividades culturais.
Durante o franquismo colaborou com iniciativas político-culturais organizadas contra a ditadura pelos partidos nacionalistas e de esquerda que na altura operavam clandestinamente na Galiza.
Repousa no Cemitério San Froilán, em Lugo.